# 上佐鳥町
上佐鳥町（かみさどりまち）は、群馬県前橋市の地名。郵便番号は371-0816。2013年現在の面積は1.64km2。

## 地理
前橋市の南部、利根川に注ぐ端気川右岸の前橋台地南部に位置している。

## 歴史
江戸時代からある地名である。前橋藩領であった。もとは下佐鳥村（現下佐鳥町）と一村で佐鳥と称された。

### 年表
- 1889年4月1日 - 町村制施行により、上佐鳥村は六供村、市之坪村、下佐鳥村、朝倉村、後閑村、宮地村、橳島村と紅雲分村、宗甫分村、前代田村、天川原村の各一部が合併し東群馬郡上川淵村が成立する。
- 1896年4月1日 - 郡統合（東群馬郡と南勢多郡の統合）により勢多郡に所属する。
- 1952年 - 同町に前橋市立工業短期大学が開校する。
- 1954年4月1日 - 周辺1町5村（元総社村、下川淵村、芳賀村、桂萱村、群馬郡東村、総社町）とともに上川淵村は前橋市へ編入する。そのため前橋市上佐鳥町となる。
- 1980年 - 同町に前橋市民体育館が完成する。
- 1997年 - 前橋市立工業短期大学が前橋工科大学となる。
- 2021年3月31日 - 町内の前橋市立春日中学校が閉校。明桜中学校の校区となる。

### 地名
かつて「さどり」は作鳥とも書いたとされる。

## 世帯数と人口
2017年（平成29年）8月31日現在の世帯数と人口は以下の通りである。
| 町丁     | 世帯数  | 人口    |
| -------- | ------- | ------- |
| 上佐鳥町 | 724世帯 | 1,653人 |

## 小・中学校の学区
市立小・中学校に通う場合、学区は以下の通りとなる。
| 番地 | 小学校               | 中学校             |
| ---- | -------------------- | ------------------ |
| 全域 | 前橋市立上川淵小学校 | 前橋市立明桜中学校 |

## 交通

### 鉄道
鉄道駅はない。

### 道路
国道は通っておらず、県道は群馬県道11号前橋玉村線と群馬県道・埼玉県道13号前橋長瀞線が通っている。

## 施設
- 前橋工科大学
- 前橋市立春日中学校跡地
- 前橋市民体育館
- 前橋佐鳥郵便局
- 前橋東警察署上佐鳥駐在所